# Zabójcza przyjaźń
Zabójcza przyjaźń (ang. A Kiler Among Friends) – amerykański film oparty na faktach z roku 1992 w reż. Charlesa Roberta Carnera.

## Fabuła
Nastoletnia Jenny Monroe była lubiana przez rówieśników, z matką łączyły ją przyjazne stosunki. Ellen, jej najlepsza przyjaciółka, w duchu zazdrościła koleżance powodzenia w życiu. Nawet chłopak Ellen twierdził, że to Jenny jest jego ideałem. Gdy dziewczęta wybrały się na piknik, doszło do tragedii. Śmierć panny Monroe pogrążyła w żałobie matkę i przyjaciółkę zmarłej. Ta ostatnia pod pretekstem opieki nad zrozpaczoną panią Monroe wprowadziła się do jej domu. Tymczasem policja niestrudzenie prowadzi śledztwo w sprawie śmierci Jenny.

## Obsada
- Patty Duke (Jean Monroe),
- Tiffani-Amber Thiessen (Jenny Monroe),
- Margaret Welsh (Ellen Holloway),
- Angie Rae McKinney (Carla Lewis),
- David Cubitt (Greg Monroe),
- Janne Mortil (Kathy Pearl),
- Loretta Swit (detektyw Patricia Staley),
- Debra Sharkey (Sheryl Monroe),
- Chad Todhunter (Adam Monroe),
- Ben Bass (Steve),
- William S. Taylor (detektyw Mike Collins),
- Babs Chula (Diane),
- Matthew Bennett (Dan),
- Heather and Shannon Beaty (Celeste),
- Barry Pepper (Mickey Turner),
- Lisa Vultaggio (Susan)